# Giải thưởng Truyền hình Rồng Xanh
Blue Dragon Series Awards (tiếng Hàn: 청룡시리즈어워즈; Romaja: Cheonglyong Silijeueowojeu) là lễ trao giải thường niên được tổ chức bởi Sports Chosun cho sự xuất sắc trong lĩnh vực truyền hình và OTT tại Hàn Quốc.
Giải thưởng Blue Dragon Series chỉ xem xét các bộ phim truyền hình và chương trình tạp kỹ gốc được sản xuất và đầu tư bởi các dịch vụ phát trực tuyến được cung cấp tại Hàn Quốc, bao gồm Netflix, Disney+, seezn, Apple TV+, WATCHA, wavve, Kakao TV, Coupang Play và TVING.

## Lịch sử tổ chức
Giải thưởng được tổ chức vào năm 2022 bởi tờ báo Sports Chosun.
Lễ trao giải thưởng Truyền hình Rồng Xanh lần thứ nhất được tổ chức vào ngày 19 tháng 7 năm 2022 tại khách sạn Incheon Paradise. Trong lần xuất bản này, 13 hạng mục đã được trao giải. Các đề cử cho 13 hạng mục đã được công bố cho loạt phim OTT của Hàn Quốc.

## Hạng mục
- Phim hay nhất
- Chương trình giải trí hay nhất
- Nam diễn viên xuất sắc nhất
- Nữ diễn viên xuất sắc nhất
- Nam nghệ sĩ giải trí xuất sắc nhất
- Nữ nghệ sĩ giải trí xuất sắc nhất
- Nam diễn viên phụ xuất sắc nhất
- Nữ diễn viên phụ xuất sắc nhất
- Nam diễn viên mới xuất sắc nhất
- Nữ diễn viên mới xuất sắc nhất
- Nam nghệ sĩ giải trí mới xuất sắc nhất
- Nữ nghệ sĩ giải trí mới xuất sắc nhất
- Ngôi sao phổ biến

## Giải thưởng
- Người chiến thắng được liệt kê đầu tiên và được in đậm.[8]

| Phim Hay Nhất | Chương Trình Giải Trí Hay Nhất |
| - D.P. - Through the Darkness - Trò chơi con mực - Yumi's Cells - Political Fever | - Transit Love - SNL Korea - Seoul Check-in - Girls' High School Mystery Class - Play You |
| Nam Diễn Viên Chính Xuất Sắc Nhất | Nữ Diễn Viên Chính Xuất Sắc Nhất |
| - Lee Jung-jae – Trò chơi con mực - Jung Hae-in – D.P. - Lee Je-hoon – Move to Heaven - Kim Nam-gil – Through the Darkness - Im Si-wan – Tracer                                                 | - Kim Go-eun – Yumi's Cells - Kim Hye-soo – Juvenile Justice - Oh Yeon-seo – Mad for Each Other - Kim Sung-ryung – Political Fever - Han Hyo-joo – Happiness                                                                                              |
| Nam Nghệ Sĩ Giải Trí Xuất Sắc Nhất | Nữ Nghệ Sĩ Giải Trí Xuất Sắc Nhất |
| - Kang Ho-dong – New Journey to the West Special Spring Camp - Shin Dong-yup – SNL Korea - Baek Jong-won – Baek Jong-won's Four Seasons - Yoo Jae-seok – Play You - Lee Yong-jin – Transit Love | - Celeb Five (Song Eun-i, Ahn Young-mi, Shin Bong-sun, Kim Shin-young) – Celeb Five : Behind the Curtain - Lee Hyori – Seoul Check-in - Jang Do-yeon – Girls' High School Mystery Class - Jaejae – Girls' High School Mystery Class - Yura – Transit Love |
| Nam Diễn Viên Phụ Xuất Sắc Nhất | Nữ Diễn Viên Phụ Xuất Sắc Nhất |
| - Lee Hak-joo – Political Fever - Son Suk-ku – D.P. - Ahn Bo-hyun – My Name - Yang Kyung-won – Một ngày nọ - Park Hae-soo – Trò chơi con mực                                                    | - Kim Shin-rok – Hellbound - Lee Jung-eun – Juvenile Justice - Keum Sae-rok – Tuổi trẻ của tháng Năm - Kim Joo-ryoung – Squid Game - Bae Hae-sun – Happiness                                                                                              |
| Nam Diễn Viên Mới Xuất Sắc Nhất | Nữ Diễn Viên Mới Xuất Sắc Nhất |
| - Koo Kyo-hwan – D.P. - Kang Daniel – Rookie Cops - Chang Ryul – My Name - Park Seo-ham & Park Jae-chan – Semantic Error - Lee Do-hyun – Tuổi trẻ của tháng Năm                                 | - HoYeon Jung – Trò chơi con mực - Han So-hee – My Name - Won Ji-an – Hope or Dope - Park Ji-hu – Trường học xác sống - Cho Yi-hyun – Trường học xác sống                                                                                                 |
| Nam Nghệ Sĩ Giải Trí Mới Xuất Sắc Nhất | Nữ Nghệ Sĩ Giải Trí Mới Xuất Sắc Nhất |
| - Kai – New World - Jeong Hyuk – SNL Korea - Hanhae – Single's Inferno - Jung Chan-sung – Fighter Club - Lee Seung-yuop – Golf Battle: Birdie Buddies                                           | - Joo Hyun-young – SNL Korea - Lee Mi-joo – Learn Way - Lee Da-hee – Single's Inferno - Bibi – Girls' High School Mystery Class - Choi Ye-na – Girls' High School Mystery Class                                                                           |
| Giải Thưởng Ngôi Sao Phổ Biến | |
| - Jung Hae-in - Han Hyo-joo - Kang Daniel - Lee Yong-jin - Park Jae-chan - Park Seo-ham | |

### Nhiều chiến thắng nhất
Các chương trình truyền hình sau đây đã nhận được nhiều chiến thắng:
| Thắng | Chương Trình |
| ----- | ------------ |
| 2     | D.P.         |
| 2     | Squid Game   |
|       |              |

### Nhiều đề cử nhất
Các chương trình truyền hình sau đã nhận được nhiều đề cử:
| Đề Cử | Chuơng Trình                     |
| ----- | -------------------------------- |
| 5     | Squid Game                       |
| 4     | D.P.                             |
| 4     | SNL Korea                        |
| 3     | Girls' High School Mystery Class |
| 3     | My Name                          |
| 3     | Political Fever                  |